# ベスト・フレンズ・ウェディング
『ベスト・フレンズ・ウェディング』（原題: My Best Friend's Wedding）は、1997年にアメリカ合衆国で製作されたロマンティック・コメディ映画。監督はP・J・ホーガン、主演はジュリア・ロバーツが務めた。
バート・バカラックやディオンヌ・ワーウィックなどの曲が使われている。
タイトル・シークエンスは、本編とは別に独自のキャストをフィーチャーしており、出演者はラシー・アレクサンダー、ジェニファー・ギャレット、ケリア・シーリン、ブリー・ターナーである。そして、アーニー・ディフランコがバート・バカラックとハル・デイヴィッドの名曲「ウィッシン・アンド・ホーピン」の現代版を歌っている。
2016年に中国でリメイクされた。

## ストーリー
料理評論家のジュリアンは、ある日、元ボーイフレンドのマイケルからの電話を受ける。二人は一時期交際し、別れてからも親友として付き合っており、しかも28歳まで二人とも独身だったら結婚しようと約束していた仲であった。しかしマイケルは今週末に結婚するという。しかも、相手は20歳の女子大生で、父親は富豪だという。未だにマイケルを愛していたという自分の気持ちにやっと気付いたジュリアンは慌て、マイケルの元に飛び、結婚式までの数日間、あの手この手で阻止しようとする。

## キャスト
| 役名                   | 俳優                         | 日本語吹き替え | 日本語吹き替え |
| 役名                   | 俳優                         | ソフト版       | 日本テレビ版   |
| ---------------------- | ---------------------------- | -------------- | -------------- |
| ジュリアン・ポーター   | ジュリア・ロバーツ           | 戸田恵子       | 戸田恵子       |
| マイケル・オニール     | ダーモット・マローニー       | 宮本充         | 小山力也       |
| キンバリー・ウォーレス | キャメロン・ディアス         | 沢海陽子       | 根谷美智子     |
| ジョージ・ダウンス     | ルパート・エヴェレット       | 堀内賢雄       | 草刈正雄       |
| ウォルター・ウォーレス | フィリップ・ボスコ           | 阪脩           | 小林修         |
| ジョー・オニール       | M・エメット・ウォルシュ      | 島香裕         | 石森達幸       |
| サマンサ・ニューハウス | レイチェル・グリフィス       | 松熊明子       | 神代知衣       |
| アマンダ・ニューハウス | キャリー・プレストン         | 板垣篤世       | 伊倉一恵       |
| イザベル・ウォーレス   | スーザン・サリヴァン         | 久保田民絵     | 谷育子         |
| スコット・オニール     | クリストファー・マスターソン | 鳥海勝美       | 松野太紀       |

- ソフト版吹き替え - VHS・DVD・BD収録
- 日本テレビ版吹き替え - 初回放送2000年9月15日『金曜ロードショー』

## 主な挿入曲
- 「小さな願い」（ダイアナ・キング）
- 「ウィッシン・アンド・ホーピン」（アーニー・ディフランコ）
- 「ユー・ドント・ノー・ミー（You Don't Know Me）」（ジャン・アーデン）
- 「テル・ヒム（Tell Him）」（ジ・エキサイターズ）
- 「恋のとまどい（I Just Don't Know What to Do with Myself）」（ニッキー・ホーランド）
- 「今宵の君は」（トニー・ベネット）
- 「世界は愛を求めている」（ジャッキー・デシャノン）
- 「恋よ、さようなら」（メアリー・チェイピン・カーペンター）
- 「イフ・ユー・ウォナ・ビー・ハッピー」（ジミー・ソウル）

## 中国版
2016年に中国でリメイクされた。日本では『親友の結婚式』（原題：我最好朋友的婚礼）の邦題で「2016東京・中国映画週間」で上映されたが、劇場公開・DVD化はされず、Netflixで配信された。また、『スー・チーのベスト・フレンズ・ウェディング』の邦題でAmazon Prime Videoなどでも配信された。

### ストーリー（中国版）
仕事でイタリアにいたグー・ジアは、長年片思いをしている親友のリン・ランから結婚式に出席してくれと連絡を受けイギリスに飛ぶ。婚約者のシュエンシュエンに頼まれ、花婿の介添え役まで引き受けてしまったが、彼を諦めることができない。やけ酒を飲む場面に二度も遭遇したニックにも励まされて、彼に告白しようと決意する。

### キャスト（中国版）
- グー・ジア：スー・チー

ファッション誌編集長
- リン・ラン：ウィリアム・フォン

スポーツジャーナリストでBBCの副チーフ
- シュエンシュエン：ビクトリア

リン・ランの婚約者
- ニック：リディアン・ヴォーン

飛行機で偶然グー・ジアと隣の席になるバーテンダー
- マリー：イェ・チン

グー・ジアの部下

### スタッフ（中国版）
- 監督：チェン・フェイホン
- 脚本：李瀟（リー・シャオ）、于淼（ユー・ミャオ）